# Willy Trenk-Trebitsch
Willy Trenk-Trebitsch (* 11. März 1902 in Wien; † 21. September 1983 in Berlin) war ein österreichischer Schauspieler.

## Biografie
Willy Trenk-Trebitsch studierte zunächst Musik in Wien, bevor er sich für eine Laufbahn als Schauspieler entschied. 1927 debütierte er am Deutschen Theater in Prag. Den Mackie Messer aus der Dreigroschenoper von Bertolt Brecht gab Trenk-Trebitsch sowohl bei ihrer Uraufführung zur Eröffnung des Theaters am Schiffbauerdamm in Berlin am 28. August 1928 (neben Lotte Lenya und Erich Ponto unter der musikalischen Leitung von Theo Mackeben), bei der Prager Erstaufführung wie auch bei der ersten Schallplattenaufnahme des Werks aus dem Jahre 1930.
Der Schauspieler war als anspruchsvoll bekannt, der höchste Anforderungen an sich und andere stellte. Der Schriftsteller Max Brod schrieb über ihn: „Wenn er auf der Probe steht, arbeitet er wie ein Vormeister in einem Stahlwerk.“
In den folgenden Jahren spielte Trenk-Trebitsch in Berlin unter Max Reinhardt sowie Leopold Jessner und war bis zur Machtergreifung im Jahre 1933 an der Volksbühne von Heinz Hilpert engagiert. Anschließend ging er nach Wien, wo er hauptsächlich am Rundfunk arbeitete. Er trat auch im Kabarett ABC auf. Nach dem Anschluss Österreichs im Jahre 1938 floh er nach Paris. Dort wirkte er 1939 an dem Film Mädchenhändler von Robert Siodmak als Regie-Assistent mit.
Im Jahr 1940 gelang Trenk-Trebitsch mit falschen französischen Papieren über Trinidad die Ausreise in die USA. Dort spielte er Theater sowie Nebenrollen in Filmen. 1952 kehrte er nach Wien zurück, später nach Berlin, wo er hauptsächlich Theater spielte, insbesondere an der Volksbühne. 1957 spielte er in einer Fernseh-Inszenierung der Dreigroschenoper seine Paraderolle als Mackie Messer.
Willy Trenk-Trebitsch starb im September 1983 im Alter von 81 Jahren in Berlin. Beigesetzt wurde er auf dem landeseigenen Friedhof Heerstraße im heutigen Ortsteil Berlin-Westend.
Sein schriftlicher Nachlass befindet sich im Archiv der Akademie der Künste in Berlin.

## Filmografie
Schauspieler
- 1931: Panik in Chicago
- 1931: Die andere Seite
- 1931: Einer Frau muß man alles verzeih'n
- 1931: Her Majesty, Love
- 1932: Dämon der Frauen
- 1943: The Strange Death of Adolf Hitler
- 1945: Hitchhike to Happiness
- 1946: Follow That Music
- 1946: Inside Job
- 1946: The Searching Wind
- 1946: White Tie and Tails
- 1947: The Guilt of Janet Ames
- 1947: The Corpse Came C.O.D.
- 1947: The Exile
- 1947: Cass Timberlane
- 1948: Brief einer Unbekannten (Letter from an Unknown Woman)
- 1954: Meine Schwester und ich
- 1954: Mannequins für Rio
- 1954: Ewiger Walzer
- 1956: Zärtliches Geheimnis
- 1958: Der Schinderhannes
- 1959: Die Gerechten
- 1960: Heldinnen
- 1960: Die Stunde der Antigone
- 1961: Frage Sieben (Question 7)
- 1962: Leben des Galilei
- 1965: Schloßpension Fürstenhorst
- 1967: Frank V. – Die Oper einer Privatbank
- 1974: Karl May
- 1975: Umarmungen und andere Sachen

Regisseur
- 1961:  Hoffnung ist ein Ding mit Federn
- 1961:  Mrs. Billings’ Scheidung

## Hörspiele (Auswahl)
- 1960: Jakob Wassermann: Der Fall Maurizius – Regie: Ulrich Lauterbach (HR)
- 1960: Fjodor Dostojewski: Der ewige Gatte – Regie: Theodor Steiner (HR)
- 1966: Nathalie Sarraute: Die Lüge – Regie: Heinz von Cramer (SDR/BR/RB)

## Werke
- Fritz Kortner, Max Reinhardt und ich (Vortrag). In: Theater im Exil 1933-1945, Band 12, S. 251 f.